# Czachówek (Bądki)
Czachówek – część wsi Bądki, położona w Polsce, w województwie pomorskim, w powiecie kwidzyńskim, w gminie Gardeja.
W latach 1975–1998 Czachówek administracyjnie należał do województwa elbląskiego.